# Gestronella lugubris
Gestronella lugubris is een keversoort uit de familie bladkevers (Chrysomelidae). De wetenschappelijke naam van de soort werd in 1890 gepubliceerd door Léon Marc Herminie Fairmaire.